# El senyor Finchley i les màquines
"El senyor Finchley i les màquines" (títol original en anglès "A Thing About Machines") és el quart episodi de la segona temporada, i el 40è total de la sèrie de televisió d'antologia La Dimensió Desconeguda, Es va emetre originalment el 28 d'octubre de 1960 a CBS. Ha estat doblat al català i emès per TV3.

## Narració d'obertura
| « | Es tracta del Sr. Bartlett Finchley, de quaranta-vuit anys, un sofisticat practicant que escriu coses molt especials i molt precioses per a revistes gourmet i similars. És un solter i un reclús amb pocs amics, només devots i adeptes de la causa del sofista. No té cap interès excepte les molèsties actuals que pugui pensar. No té cap propòsit a la seva vida, excepte la formulació d'oportunitats diàries per desfogar la seva ira sobre artificis mecànics d'una època que avorreix. En definitiva, el senyor Bartlett Finchley és un descontent, nascut massa tard o massa primerenc de segle, i que, en un moment, entrarà en un regne on els músculs i la voluntat de lluitar no es limiten als éssers humans. Pròxima parada de Mr. Bartlett Finchley – La Dimensió Desconeguda. | » |

## Argument
El crític de revista gourmet solitari, malhumorat i misàntrop Bartlett Finchley aconsella a un reparador després que aquest li arregli la televisió i li digui que deixi d'abusar dels seus electrodomèstics per inconvenients lleus. Creient que les màquines estan conspirant contra ell, però, Finchley continua fent-ho. Fart del seu comportament paranoic, la seva secretària renuncia. Després d'això, la seva màquina d'escriure escriu el missatge "FORA D'AQUÍ FINCHLEY" repetidament pel seu compte i la televisió mostra un programa amb una dona dient el mateix missatge. Mentre intenta afaitar-se, la seva màquina d'afaitar s'aixeca i es llança cap a ell abans que el seu telèfon repeteixi la màquina d'escriure i el missatge de la televisió malgrat que Finchley va arrencar el telèfon de la paret abans.
Finchley sent una sirena fora i va a investigar, trobant que el seu cotxe roda pel camí d'accés i gairebé atropella un nen. Després d'acomiadar durament l'oficial de policia i els veïns, Finchley torna a casa seva, beu i es desmaia. Quan es desperta, les màquines li diuen repetidament que se'n vagi mentre la seva navalla llisca les escales avall darrere d'ell. Corre fora, només per ser perseguit pel seu cotxe fins que s'acaba ofegant-se a la piscina i enfonsant-se al fons. Després que la policia el tregui, ni ells ni el personal de l'ambulància poden explicar com es va enfonsar sense pes, i teoritzar que podria haver tingut un atac de cor.

## Narració de cloenda
| « | Sí, podria ser-ho. Podria ser que el senyor Bartlett Finchley sucumbís per un atac de cor i un conjunt de deliris. Podria ser que estigués turmentat per una imaginació tan aguda com el seu enginy i tan aguda com les seves antipaties. Però tal com han percebut els assistents, aquesta és una de les explicacions que ha deixat el local amb el difunt. Busqueu-lo a "M" per a màquines - a La Dimensió Desconeguda. | » |

## Repartiment
- Richard Haydn com a Bartlett Finchley
- Barbara Stuart com a Edith Rogers
- Barney Phillips com a reparador de televisió
- Jay Overholts com a intern
- Henry Beckman com a policia
- Margarita Cordova com noia a la televisió